# West Fourth Street – Washington Square
West Fourth Street – Washington Square – stacja metra nowojorskiego, na linii A, B C, D, E, F i M. Znajduje się w dzielnicy Greenwich Village w okręgu Manhattan, w Nowym Jorku i zlokalizowana jest pomiędzy stacjami 14th Street, 14th Street oraz Spring Street i Broadway – Lafayette Street. Została otwarta 10 września 1932.